# Lucie Anastassiou
Lucie Anastassiou, née le 10 janvier 1993 à La Rochelle, est une tireuse sportive française. 

## Carrière
Lucie Anastassiou est licenciée au Ball-trap Club de Châtelaillon depuis ses débuts en 2004. Hors des pas de tir, Lucie Anastassiou fait partie de l'armée des champions (CNSD - Bataillon de Joinville) où elle est soldat dans l'armée de Terre. 
Elle est médaillée d'argent aux Championnats du monde en 2011 et championne de France en 2004 et de 2008 à 2012, puis en 2015 et de 2017 à 2019.
Aux Jeux européens de 2015 à Bakou, elle est médaillée de bronze en skeet mixte et championne d’Europe (médaille d'or) en 2017.
Elle est médaillée d'argent en skeet aux Jeux européens de 2019 à Minsk.
En 2019, elle se qualifie pour les Jeux Olympiques de Tokyo 2020 où elle terminera neuvième.

## Décoration
- Médaille de la jeunesse, des sports et de l'engagement associatif, argent (2025)[4].

## Palmarès

### Championnats du monde
- Vice-championne du monde en 2011 à Belgrade (Serbie)
- Médaillée de bronze en skeet par équipe mixte aux Championnats du monde de tir aux plateaux 2022 à Osijek (Croatie)[5].

### Coupe du monde
- Médaille de bronze en 2018 à Tucson (États-Unis)

### Championnats du monde militaires
- Championne du monde militaire en 2021 à Lahore (Pakistan)[6]

### Championnats d'Europe
- Championne d'Europe en 2017 à Bakou (Azerbaïdjan)
- Vice-championne d'Europe en 2018 à Loesberdorf (Autriche)

### Jeux européens
- Médaille d'argent en 2019 à Minsk (Biélorussie)

### Championnats de France
- Championne de France en 2004, 2008, 2009, 2010, 2011, 2012, 2015, 2017, 2018, 2019